# Rajiv Gandhi

Rajiv Gandhi

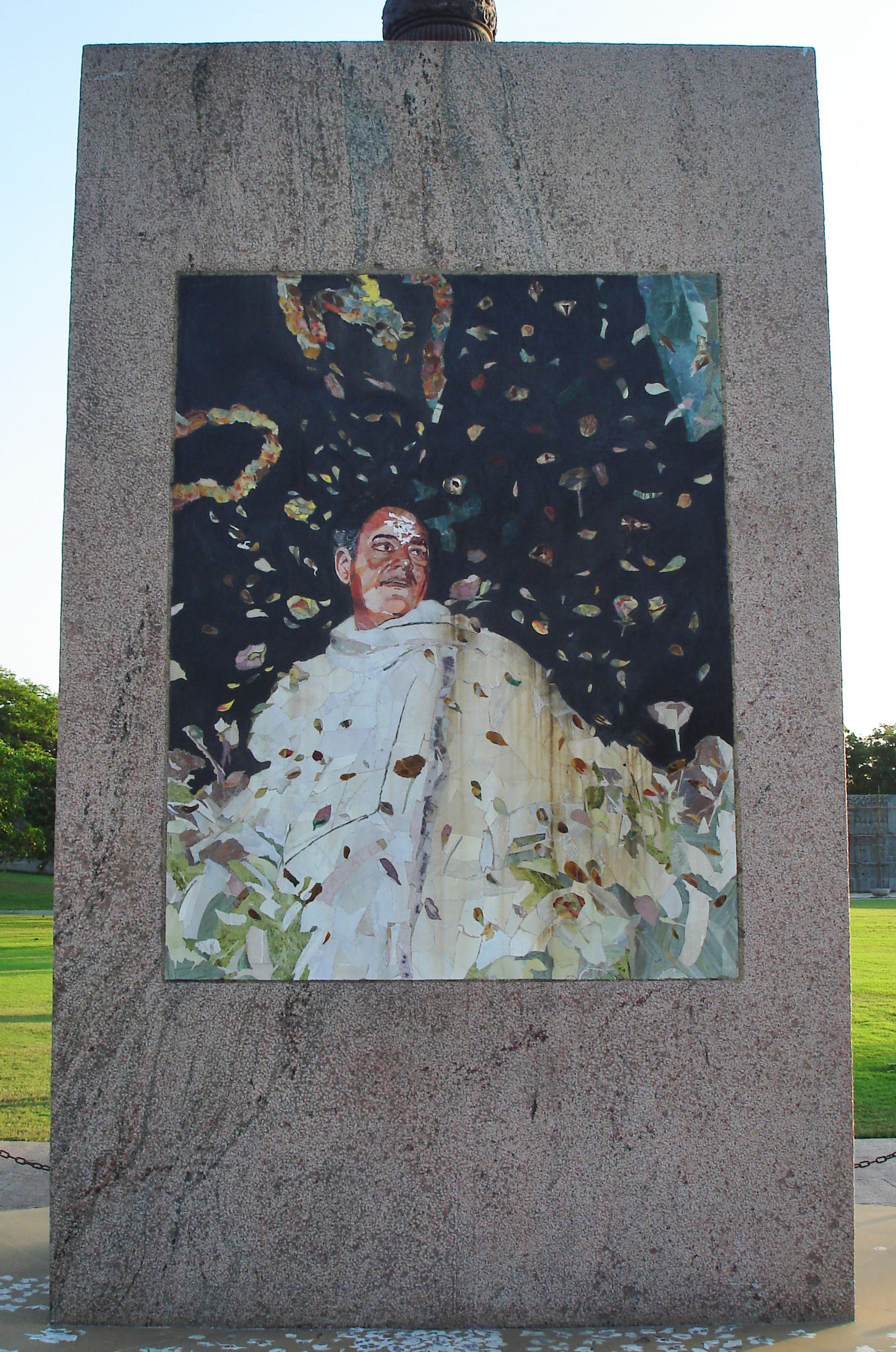
Rajiv Gandhi

Rajiv Ratna Gandhi (Hindi: राजीव गाँधी) (Bombay, 20 augustus 1944 - Sriperumbudur, 21 mei 1991)  was een Indiaas politicus. Hij was de zoon van Indira en Feroze Gandhi en kleinzoon van de Indiase onafhankelijkheidsleider Jawaharlal Nehru, die de premier van India na de onafhankelijkheid van de Britse kolonisatie was. Rajiv is geen familie van Mahatma Gandhi, hoewel ze dezelfde achternaam dragen.
Feroze, vader van Rajiv, was een van de jongere leden van de Indian National Congress partij en was bevriend met Indira Gandhi en haar moeder Kamala Nehru. Indira en Feroze groeiden dichter naar elkaar toe en trouwden, ondanks de bezwaren van Jawaharlal Nehru (vanwege de verschillende religies).

## Opleiding
Rajiv en zijn broer Sanjav genoten een opleiding aan de prestigieuze Doon School in Dehradun. Hierna ging hij naar de Imperial College in Londen en voltooide een ingenieursopleiding aan de Universiteit van Cambridge. Terug in India bekwam hij een vergunning als commercieel piloot. Vanaf 1968 werkte hij voor Indian Airlines.
Rajiv was een verkeersvlieger zonder politieke ambities toen zijn jongere broer Sanjay, gedoodverfd opvolger van hun moeder, bij een vliegtuigcrash op 23 juni 1980 om het leven kwam. Vanaf dat moment moest Rajiv zich inwerken om de Nehru-Gandhidynastie te gaan leiden. In juni 1981 werd hij verkozen om te zetelen in de Lok Sabha (Hindi: Huis van het Volk) en in dezelfde maand werd hij lid van de 'National Executive of the Youth Congres'.

## Premier
Op 31 oktober 1984 werd premier Indira Gandhi vermoord door twee van haar lijfwachten. Binnen enkele uren hierna werd Rajiv Gandhi gekozen tot premier. Rajiv had geen interesse in politiek, maar werd onder druk gezet door de partij van zijn moeder. Twee maanden later won hij de verkiezingen voor de Congrespartij, mede dankzij de sympathie ontstaan door de moord op zijn moeder. Hij was de zesde en tevens jongste premier ooit van India (1984-1989).
Als premier gaf Rajiv Gandhi een aanzet tot het verbeteren van de economische situatie in India. Hij ontmoedigde de separatistische beweging van Punjab en Kashmir, maar dit leverde niets op. Er kwam meer ruimte voor internationale handel door het verminderen van protectionistische maatregelen. De relatie tussen India en de Verenigde Staten van Amerika verbeterde en Rajiv Gandhi heeft het computergebruik in India bevorderd.
Gandhi raakte echter ook verwikkeld in corruptieschandalen. In 1987 gelastte minister van Defensie Vishwanath Pratap Singh een onderzoek naar betalingen door de Duitse leverancier van duikboten RDW aan een Indiaas functionaris. Daarbij kwam later nog een onderzoek naar steekpenningen bij de aanschaf van veldartillerie bij Bofors, een dochteronderneming van het Zweedse concern Nobel. Beide aankopen hadden plaatsgevonden terwijl Gandhi ook minister van Defensie was.
Rajiv Gandhi trad af op 2 december 1989 na een verkiezingsnederlaag.

## Moord
In 1991 werd hij door Tamiltijgers tijdens een verkiezingstournee in de deelstaat Tamil Nadu vermoord. In 1998 werden 26 Tamilstrijders veroordeeld wegens de samenzwering die leidde tot die aanslag. In 2006 bood een leider van de Tamiltijgers zijn excuses aan voor de moord.

## Familie
Rajiv Gandhi trouwde in 1968 met de Italiaanse Edvige Antonia Albina Maino, die in India de naam Sonia Gandhi draagt. Zij kregen twee kinderen: Rahul Gandhi en Priyanka Robert Gandhi.
In 2004 won Sonia Gandhi de verkiezingen met de Congrespartij. Ze is een van de meest invloedrijke hedendaagse politici van India.
Rahul Gandhi studeerde in St. Columba's School, Delhi, daarna ging hij naar de Doon school in Dehradun.
Vanwege de bedreigingen van Sikh extremisten studeerden zowel Rahul en zijn jonge zus een tijdje thuis. In 1989 ging Rahul Gandhi naar St. Stephen's College in Delhi voor zijn Bachelor, maar verhuisde naar de Harvard-universiteit in Cambridge (Massachusetts) na voltooiing van het eerste jaar examens.
In 1991, nadat Rajiv Gandhi werd vermoord, ging Rahul naar Rollins College in Florida, dit wegens veiligheidsproblemen. Tijdens deze periode kreeg hij de schuilnaam Raul Vinci en zijn identiteit was enkel gekend aan de universiteit, ambtenaren en veiligheidsdiensten.
Na zijn studie was Rahul Gandhi werkzaam bij de Monitor Group, een management adviesbureau, in Londen. ²In maart 2004 heeft hij zijn intrede in de politiek aangekondigd.
Priyanka Robert Gandhi volgde haar studies in New Delhi Universiteit van Convent van Jesus en Mary. Ze behaalde haar Bachelor in de psychologie.
Ze is een amateur radio-operator. Alhoewel zij geen interesse heeft in politiek hielp ze met de campagne van haar moeder en broer Rahul tijdens de verkiezingen van 2004 in India.